# Lomas (Juana Díaz)
Lomas es un barrio ubicado en el municipio de Juana Díaz en el estado libre asociado de Puerto Rico. En el Censo de 2010 tenía una población de 938 habitantes y una densidad poblacional de 496,11 personas por km².

## Geografía
Lomas se encuentra ubicado en las coordenadas 18°3′36″N 66°30′24″O / 18.06000, -66.50667. Según la Oficina del Censo de los Estados Unidos, Lomas tiene una superficie total de 1.89 km², de la cual 1.88 km² corresponden a tierra firme y (0.55%) 0.01 km² es agua.

## Demografía
Según el censo de 2010, había 938 personas residiendo en Lomas. La densidad de población era de 496,11 hab./km². De los 938 habitantes, Lomas estaba compuesto por el 76.55% blancos, el 14.5% eran afroamericanos, el 0.21% eran amerindios, el 0.21% eran asiáticos, el 6.4% eran de otras razas y el 2.13% pertenecían a dos o más razas. Del total de la población el 99.68% eran hispanos o latinos de cualquier raza.